# Maciej Maruniak
Maciej Maruniak (ur. 29 stycznia 1827 w Rawie Ruskiej, zm. 8 lutego 1895 w Przemyślu) – tytularny generał major cesarskiej i królewskiej Armii.

## Życiorys
Urodził się w rodzinie mieszczańskiej. W wieku 18 lat wstąpił ochotniczo do armii austriackiej, służąc w 10 Pułku Piechoty w Przemyślu. W 1849 uzyskał pierwszy stopień oficerski. Wziął udział w walkach z Powstaniem węgierskim w roku 1849 oraz wojnie austriacko-pruskiej w 1866 w Czechach. W 1872 przeniesiony, po 27 latach służby w 10 pułku, do Obrony Krajowej (Landwehra). W 1874 po złożeniu egzaminu na oficera sztabowego, awansował na stopień majora i dowódcę 59 Batalionu Obrony Krajowej w Przemyślu. W 1879 awansowany na podpułkownika. 12 stycznia 1883 otrzymał nobilitację szlachecką z predykatem Piskorski. 4 sierpnia 1888 przeszedł w stan spoczynku, a 10 dni później otrzymał honorowy tytuł generalski i Order Żelaznej Korony. Do końca życia mieszkał w Przemyślu.

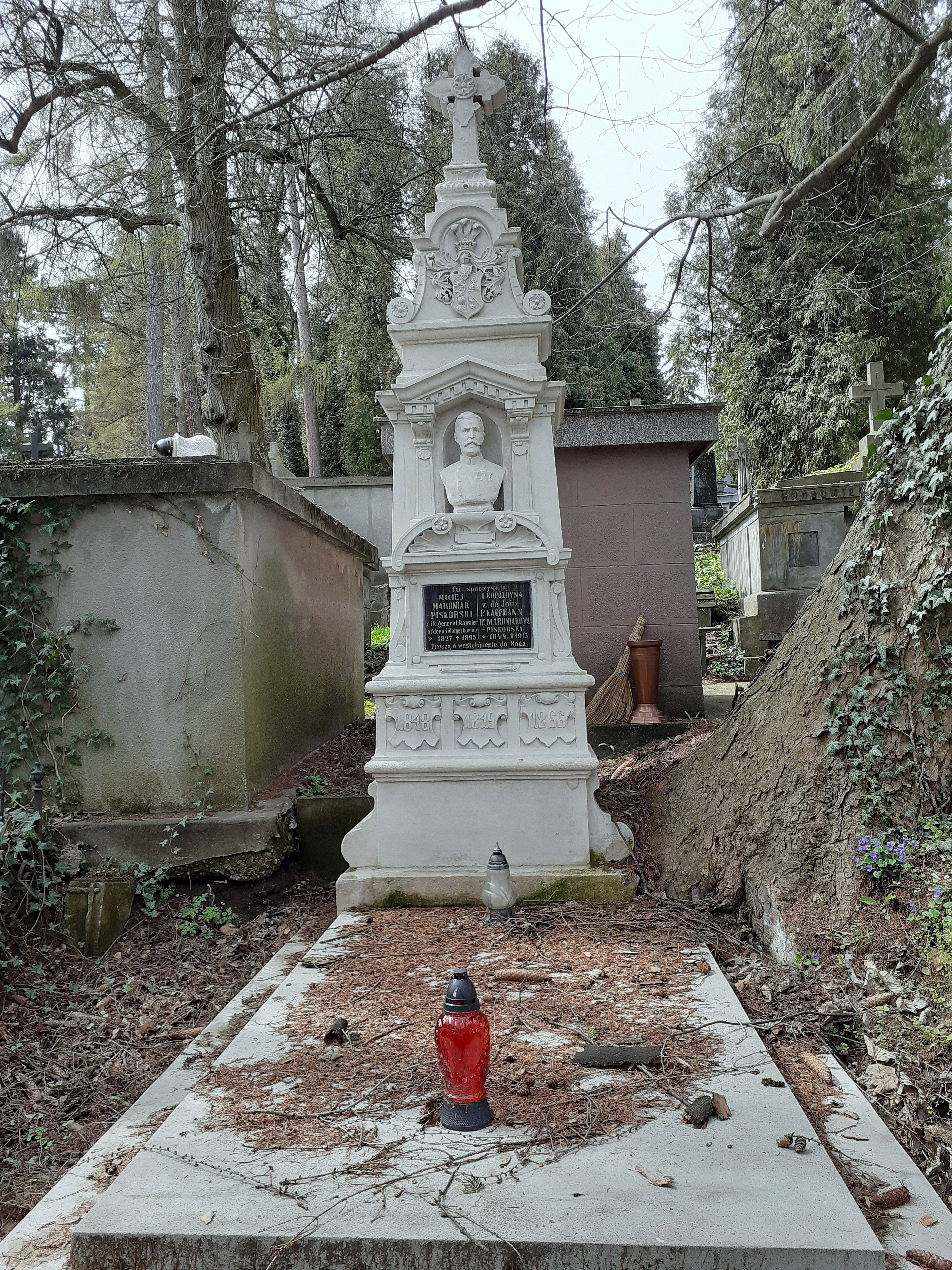
Grobowiec Macieja i Leopoldyny Maruniaków

Został pochowany na cmentarzu Głównym w Przemyślu.

## Ordery i Odznaczenia
- Medal Wojenny (1873)
- Order Korony Żelaznej III klasy (1888)